# DEFCON
DEFCON is de mate van paraatheid van de krijgsmacht van de Verenigde Staten. DEFCON is een samentrekking van DEFense readiness CONdition (staat van paraatheid van de landsverdediging). Deze condities beschrijven toenemende maatregelen in het gebruik tussen de Joint Chiefs of Staff en legercommandanten. DEFCON's worden vergeleken met militaire zwaarte van de omstandigheden. Het standaardprotocol in vredestijd is DEFCON 5, dat daalt naarmate er ernstigere situaties optreden. DEFCON 1 stelt de verwachting van een onmiddellijke aanval voor, en is voor zover bekend nog nooit uitgeroepen.
Het DEFCON-niveau wordt primair vastgesteld door de president van de Verenigde Staten en de Joint Chiefs of Staff.

## Beschrijving van DEFCON's
- DEFCON 5 is de normale vredessituatie.
- DEFCON 4 verwijst naar verhoogde inlichtingen en de verhoging van veiligheidsmaatregelen. Het grootste deel van de Koude Oorlog was de DEFCON op dit niveau. Grondaanvallen zijn toegestaan.
- DEFCON 3 verwijst naar gereedheid boven normaal. Radio-callsigns veranderen in geheime callsigns. Het leger van de Verenigde Staten (behalve de luchtmacht, die al op 2 zat) ging in 1962 tijdens de Cubacrisis naar dit niveau. Alle legeronderdelen gingen in 1973 tijdens de Jom Kipoeroorlog naar DEFCON 3 toen de Sovjet-Unie dreigde voor Egypte tussenbeide te komen. De derde keer dat de Verenigde Staten naar DEFCON 3 ging, was tijdens de terroristische aanslagen op 11 september 2001. Marine- en luchtaanvallen zijn toegestaan.
- DEFCON 2 duidt een verdere verhoging van de alertheid aan. Het werd tot op heden driemaal uitgeroepen. De eerste keer was bij de Cubacrisis. De tweede keer was tijdens het einde van de Jom Kippoer Oorlog. Op 15 januari 1991 tijdens de Eerste Golfoorlog werd deze conditie voor de derde keer door de Joint Chiefs of Staff afgekondigd. Het alert werd verhoogd naar DEFCON 2 voor de openingsfase van Operatie Desert Storm kort voor het militair offensief dat op 17 januari 1991 van start ging.
- DEFCON 1 geeft maximale paraatheid aan. Dit is voor zover bekend nog nooit gebruikt, maar wordt gereserveerd voor een dreigende of bestaande aanval op de strijdkrachten van de Verenigde Staten of op het gebied van de Verenigde Staten door een buitenlandse militaire macht. Per direct gebruik van kernwapens toegestaan.